# Thymaris srikem
Thymaris srikem är en stekelart som beskrevs av Michael G. Fitton och Ficken 1990. Thymaris srikem ingår i släktet Thymaris och familjen brokparasitsteklar. Arten är reproducerande i Sverige. Inga underarter finns listade i Catalogue of Life.